# Ludmila Jiřincová
Ludmila Jiřincová křtěná Ludmila Karolína Terezie Josefa Augusta (9. května 1912 Karlín – 22. ledna 1994 Praha) byla česká malířka, ilustrátorka a grafička.

## Život
Narodila se jako nejmladší ze tří dětí (starší sestra Emílie * 1907, bratr Stanislav * 1909) pražského stavebního podnikatele a majitele krejčovské firmy Stanislava Jiřince a jeho ženy Emilie Kremserové, v Praze – Karlíně, na dnešním Lyčkově náměstí (dříve Riegrovo), v domě čp. 462, který dal postavit její otec. Dům dosud zdobí nad vchodem monogram „J“ v dekorativní pásce s nápisem „Vlastní střecha nejlíp kryje“.
Otec, který měl vliv na stavební rozvoj Prahy (domy, silnice, tzv. Jiřincův mrakodrap na Národní třídě, kde sídlila od roku 1913 Rubešova galerie, dnes Galerie Václava Špály), měl také smysl pro umění a duchovní hodnoty. Matka, výborná klavíristka a malířka, vštěpovala dětem lásku k hudbě a umění.
Rodiče podporovali snahy svých dětí, Emílii v zájmu o hudbu, u Ludmily podporovali její výtvarné vlohy. „Byla jsem posedlá prostě vidět čistou čtvrtku a tužky… Já jsem neznala panenky. Neznala jsem nic. Jenom pořád kreslit a kreslit. Byla jsem úplně jiná než moji dva starší sourozenci.“ Často malovala venku křídou na silnici a déšť chápala jako pomocníka, který smazal její kresby a připravil „podklad“ pro další... „Domnívala jsem se, že lidé vynalezli asfalt proto, aby se na něj mohlo malovat.“ Stále kreslila. Jako první "opravdový" model jí sloužila trpělivá babička. Ludmila jí malovala z nejrůznějších stran a často se zaměřovala na detail rukou.
Přes babičku Karolínu, rozenou Engelmüllerovou, byla spřízněna s malířem a také pedagogem (autorem učebnice Cesty k malířskému umění) – krajinářem Ferdinandem Engelmüllerem. Druhým jejím prastrýcem byl divadelní kritik Karel Engelmüller, který celou rodinu často vodil do Národního divadla. Pozitivní vztah k přírodě si Ludmila Jiřincová vybudovala již jako dítě, také díky výletům do okolí Prahy, hlavně do Úval.
Se staršími sourozenci si často hrála na školu, díky tomu uměla velmi brzo číst, a proto místo do první třídy nastoupila rovnou do druhé.
Poté studovala nejprve na soukromé malířské škole Rudolfa Vejrycha (1924–1934) na Vinohradech, pak, v letech 1934–1935, pobývala na Státní odborné keramické škole v Praze, u profesora Václava Vokálka, keramika a profesora modelování (ten v letech 1920–1928 působil na SUPS Bechyně). Studia Ludmila zakončila v ateliéru grafiky u profesora T. F. Šimona na AVU v Praze (1935–1939). Během studia si své znalosti ještě prohloubila na stáži v grafickém kabinetu Legarec-Sagôt v Paříži (1937–1938, Espace Eiffel Branly).
První výstavu měla v říjnu 1940 v Mazáčově výstavní síni ve Spálené ulici v Praze.
Později působila Jiřincová i jako pedagog. Její studentky Hana Storchová i Olga Vychodilová (mělnická malířka a grafička) se staly známými umělkyněmi. Storchová (* 1936), která u Jiřincové studovala v letech 1947–1954, se posléze věnovala volné a drobné grafice, rytině i leptu. Své vzpomínky vyprávěla Ladislavu Danešovi, který je zaznamenal písemně, do zvukové podoby je převedl Milan Friedl.

### Rodina
Již od dětství se Jiřincová pohybovala v kultivovaném, kulturním prostředí, setkávala se s malíři, hudebníky a literáty, a v takovém prostředí i celý svůj život pracovala.
Když se do karlínského domu jejího otce nastěhovala rodina Schlöglova, stal se jejich syn Ludmiliným prvním manželem (1930–1939). Ing. Vincenc Schlögl byl pražský hudební vydavatel (také obchodoval s klavíry a piany, a posléze postavil Dům hudebních nástrojů na Jungmanově náměstí v Praze). Schlögl současně vlastnil rodinnou vilu na Harasově (v Kokořínském údolí), kam často manželé jezdili, a kde na rozlehlé zahradě a tenisových kurtech hostili své přátele, a kde otec Ludmily zakoupil od Lobkowiczů parcelu, a vedle vily (za hájenkou Černínov, poblíž Ladčiny studánky) postavil vlastní chatku.
Sama Ludmila Jiřincová o tom vyprávěla: "V roce 1939 jsme na Harasově trávili s Járou (Jaroslavem Novákem, budoucím manželem) a advokátem Vladimírem Čeřovským (synem Františka Čeřovského a budoucím manželem zpěvačky Judity Čeřovské) léto jako hosté továrníka Řeháka, jenž měl vybudován fantastický kvartýr ve skále, ve výdutině skály, proti hotelu. Zařídil ho nádherně, stěny měl vytapetované a vydřevnělé. Na jeho terase jsme trávili každý večer...tam jsme také slyšeli o vpádu Němců do Polska"...
Jejím druhým manželem (pravděpodobně v letech 1941–1951) byl kolega ze studií, malíř Jaroslav Novák, tchánem Jiřincové se tak stal jeho otec, skladatel Vítězslav Novák. Ten pomáhal utvářet i její další vztah k hudbě, což jí usnadnilo tvorbu přebalů desek nejen jeho gramofonových nahrávek, ale i dalších děl, např. Rusalky od Antonína Dvořáka nebo obalu desky České pastorely od Václava Trojana. Se svým tchánem byla Ludmila v kontaktu až do jeho smrti, i po rozchodu s jeho synem.
Ludmiliným dalším partnerem a velkou životní láskou, se kterým obývala i secesní vilu v Peci pod Čerchovem, byl vynikající houslista Ladislav Štibor (1928–1973). S ním prožila dlouhé (18leté) období velké tvořivosti, ale díky jeho vztahu k alkoholu i dobu hořké bolesti.
Švagrem Ludmily byl básník Kamil Bednář (1912–1972), manžel její sestry Emílie.
V roce 1966 jí během tří měsíců zemřeli postupně otec, matka i bratr.
Její život ovlivnili mnozí – rodina, učitelé, kolegové, přátelé – Jaroslav Seifert, Jan Zrzavý, Otakar Nejedlý, František Tichý, Cyril Bouda, houslista Rafael Kubelík, Vincenc Vingler, Richard Fremund, Antonín Jemelík, také František Nepil, onkolog Josef Koutecký s chotí, Ota Janeček, ale i měditiskař Miro Pegrassi či litograf Oldřich Eiselt a jiní.
Posledním životním partnerem Ludmily byl Stanislav Vaník.
Je pohřbena v rodinném hrobě v Praze – Ďáblicích, společně s babičkou, rodiči, bratrem, sestrou a švagrem.

## Dílo
Zpočátku se Jiřincová věnovala typicky ženským tématům, přírodním motivům květin, zátiší a také krajinářství jižních Čech (namalovala přes 2000 obrazů). Pro Atlas léčivých rostlin (1951) vytvořila 120 akvarelů květin. Tyto její kresby vynikají čistotou výtvarného pojetí a zároveň vědeckou objektivností. Vytvořila velký počet grafických listů (víc než 1200) a exlibris (přes 480), dále se věnovala ilustracím (cca 360 knih, např. sbírky J. Seiferta, K. H. Máchy, Karla Jaromíra Erbena), malbě a plakátové tvorbě. Využívala často litografii, dřevoryt, lept, nebo suchou jehlu, díky studiu v ateliéru a grafické dílně T. F. Šimona ovládala také méně obvyklé techniky, jakou byla mezzotinta (kdy – ve své osobité "technologické" úpravě – uhelný prach, nanesený po celé ploše papíru, vytírala plastickou pryží), použito např. v ilustracích k Villonovi (1951), nebo tečkovací techniku, a tehdy teprve nastupující serigrafii – sítotisk. Objevovala zároveň nové možnosti, například litografii na asfaltu. Věnovala se také kreslenému filmu, nebo např. i známkové tvorbě.
Svůj první ateliér si zřídila v roce 1939 v Karlíně (po Miloslavu Holém), nedaleko bytu svých rodičů. Další, větší, měla (včetně bytu) od roku 1940 v podkroví v Ostrovní ulici č. 30 v Praze.
Léto trávila nejprve v Zahrádkách u České Lípy, v ateliéru původně polorozpadlého objektu u zámku, který nechala opravit. Kolem roku 1960 si našla další domek blízko Mělníka, u soutoku Labe s Vltavou. Později také pracovala ve svém ateliéru v Peci pod Čerchovem, neboť tam vlastnila polovinu vilky (dnes s její pamětní deskou), postavené Jaroslavem Špillarem, tzv. Špillarku. Zde tvořila mj. své grafické listy a také exlibris.
Ilustrovala často romantickou dívčí literaturu, a především poezii. Spolupracovala na vydávání bibliofilií, např. s Lyrou Pragensis. Vytvořila také kreslený (animovaný) film s názvem Slóvce M (1964), režírovaný Jiřím Brdečkou, kde výtvarně zpracovala stejnojmennou středověkou píseň (o šťastně naplněné lásce dvou mladých milenců). Děj filmu je jen osou a dramatičnost je zvýrazněna právě výtvarným přístupem Jiřincové. Za tento krátkometrážní (8 min.) film získala dokonce pět hlavních cen na mezinárodních filmových festivalech, např. v Oberhausenu 1965. V roce 1973 jí byla udělena hlavní cena za ilustrace ke knize R. Desnose Zpěvobajky a květomluva v italské Bologni. Zajímavý je také její výtvarný doprovod k vydávaným notám pro zpěv a klavír, a ilustrace přebalů gramofonových desek. Podílela se i na výzdobě budov (kostely, školy, obchodní prodejny i vinné sklípky). Pro poetické vidění skutečnosti a stylizaci postav bývala její tvorba srovnávána s dílem Jana Zrzavého – např. kritičkou Naděždou Melnikovou-Papouškovou.
Právem byla Jiřincová nazývána první dámou české grafiky.
Historik umění, prof. František Dvořák řekl: „Díla Ludmily Jiřincové, jejíž ruka, zpočátku se učící znázorňovat tvary věcí, dovedla v grafických listech monumentalizovat sílu poezie, jež umí vždy činit život krásnější a dobu dokumentovat díly, jež budou žít déle, než její problémy".

### Výstavy
Jiřincová se zúčastnila mnoha tuzemských i zahraničních výstav (Polsko, Švédsko, Itálie, Velká Británie, Mexiko, Indie, Izrael atd.), jak autorských, tak kolektivních. Od roku 1941 pravidelně vystavovala na členských výstavách Hollaru (členkou SČUG byla od roku 1940) a SVU Mánes (členkou od roku 1941).

### Zastoupení ve sbírkách
Svými díly je Ludmila Jiřincová zastoupena ve sbírkách Národní galerie v Praze, Galerie hlavního města Prahy, muzea v Mělníku, v Kabinetu Ex libris Památníku národního písemnictví (pobočka v Chrudimi) a v mnoha dalších institucích i soukromých sbírkách.

## Ocenění

### Výběr
- v roce 1960 získala ocenění za nejkrásnější knihu ČSSR
- v roce 1964 v New Yorku dostala cenu za nejkrásnější knižní obálku
- v roce 1972 v Bologni získala zvláštní cenu za ilustrace
- v roce 1982 obdržela titul zasloužilé umělkyně
- v roce 1983 ocenění Nejkrásnější knihu roku v Čechách

### Odkaz
Ludmila Jiřincová neměla přímé dědice, a proto pozůstalost odkázala státu. Nebyla jen výtvarnicí, ale i náruživou čtenářkou a sběratelkou drobných předmětů, hlavně suvenýrů. Její odkaz byl předán do Národního muzea a rozdělen mezi oddělení starších českých dějin (nábytek, drobné starožitnosti a suvenýry) a knihovnu (drobná grafika, kresby a knihy). Obsahovala mj.: knižní celek – 1144 titulů, především umělecké publikace, odbornou literaturu z oblasti výtvarného umění a beletrii. Zastoupeny byly také kuchařky, kartografické dokumenty a náboženská literatura. Sbírka (knihy, obrazy a grafika) byla převzata jako dědictví v roce 1997, společně se zařízením ateliéru v Ostrovní ulici v Praze 1. Expozice, sestavená z pozůstalosti malířky Ludmily Jiřincové, včetně rekonstrukce jejího pražského ateliéru, proběhla v roce 2011 např. na Chvalském zámku v Horních Počernicích.